# Rivière Corossol
La rivière Corossol, également appelée Bras Saint-Jean, est un cours d'eau de Basse-Terre en Guadeloupe prenant sa source dans le parc national de la Guadeloupe et se jetant dans la rivière Bras-David sur le territoire de la commune de Petit-Bourg.

## Géographie

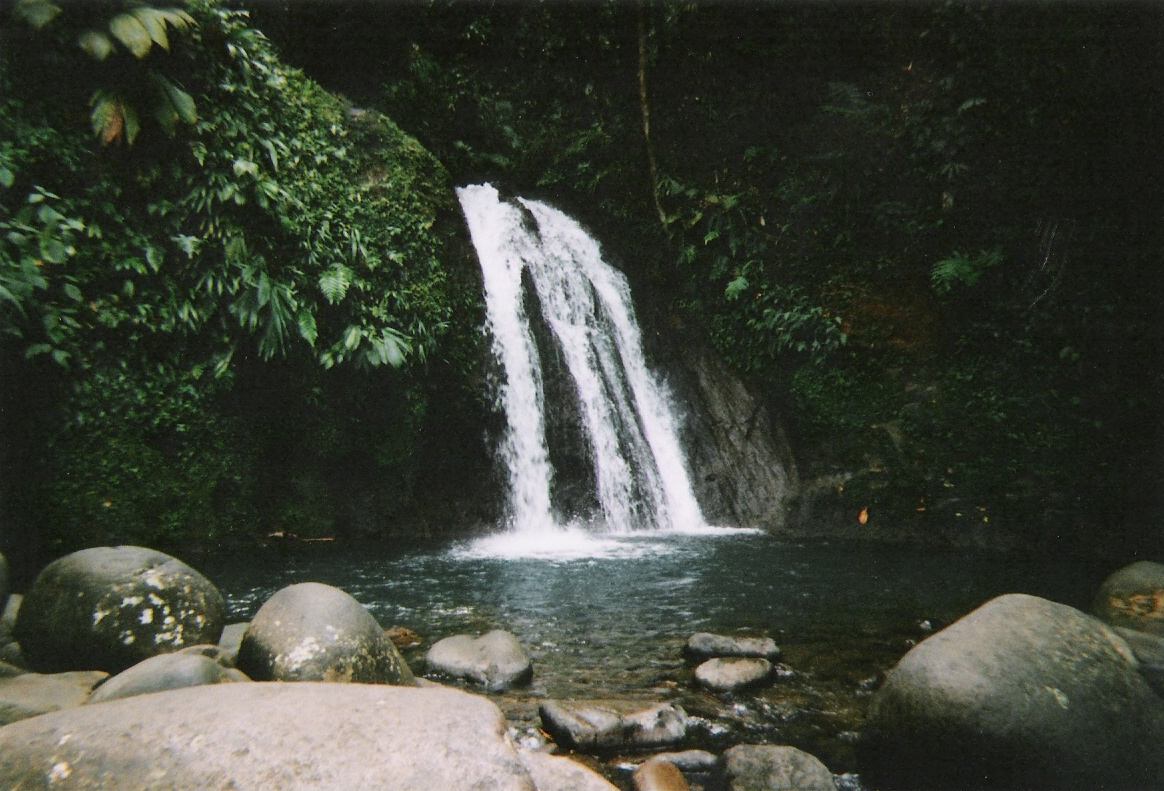
La cascade aux Écrevisses.

Longue de 11,4 km, la rivière Corossol prend sa source à environ 820 m d'altitude sur les flancs nord des Trois Crêtes, sur le territoire de la commune de Petit-Bourg où elle s'écoule tout au long de son cours.
La rivière Corossol est alimentée par les eaux de différentes petites ravines descendant des sommets entourant la vallée de la Corossol, puis successivement par les deux ravines Gaba, la rivière Baptiste, la rivière aux écrevisses – au niveau de la célèbre cascade aux Écrevisses –, la rivière Baron et enfin la ravine Blanche pour attendre sa confluence avec la rivière Bras-David dans la forêt située à un kilomètre à l'ouest des lieux-dits de Vernou et de Barbotteau.